# Raïon de Leltchytsy
Le raïon de Leltchytsy (en biélorusse : Лельчыцкі раён,  Leltchytski raïon) ; en russe : Лельчицкий  район, Leltchitski raïon) est une subdivision de la voblast de Homiel, en Biélorussie. Son centre administratif est la commune urbaine de Leltchytsy.

## Géographie
Le raïon couvre une superficie de 3 221,31 km2. Il est arrosé par la rivière Oubort. La forêt occupe 66,8 % du territoire du raïon. Il est limité au nord par le raïon de Jytkavitchy et le raïon de Petrykaw, à l'est par le raïon de Mazyr et le raïon de Yelsk, au sud par l'Ukraine (oblast de Jytomyr, raion d'Ovroutch et oblast de Rivne, raïon de Rokyne), à l'ouest par la voblast de Brest (raïon de Stoline).

## Histoire
La raïon a été fondé le 17 juillet 1924.

## Population

### Démographie
La population du raïon s'élevait à 27 722 habitants en 2009. Avant la catastrophe de Tchernobyl, en 1986, le raion comptait 34 200 habitants. Les résultats des recensements de la population (*) font apparaître une baisse continue de la population depuis les années 1970. Ce déclin se poursuit au début du XXIe siècle :
| 1959*  | 1970*  | 1979*  | 1989*  | 1999*  | 2009*  |
| ------ | ------ | ------ | ------ | ------ | ------ |
| 40 135 | 43 939 | 38 675 | 33 797 | 31 964 | 27 722 |

### Nationalités
Selon les résultats du recensement de 2009, la population du raïon se composait de trois nationalités principales :
- 96,8 % de Biélorusses ;
- 1,7 % de Russes ;
- 1,0 % d'Ukrainiens.